# Jurjen Koksma

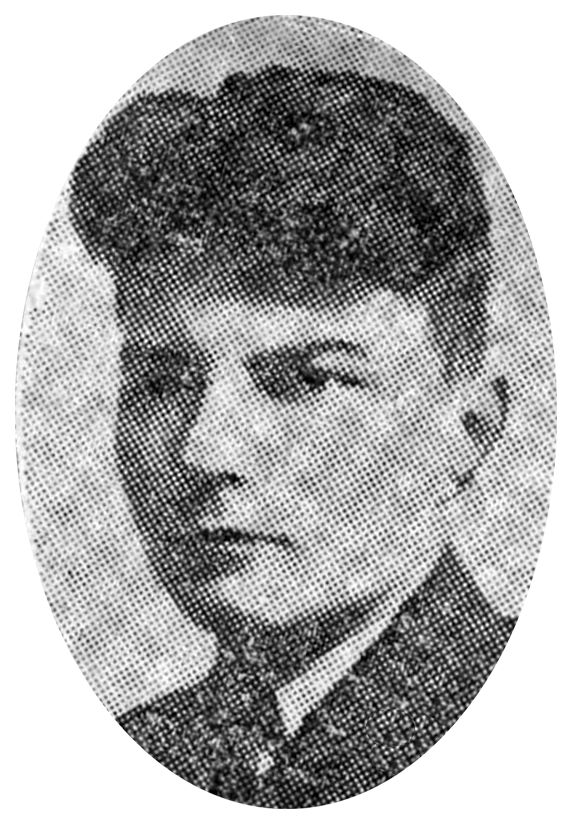
Jurjen Koksma, 1930

Jurjen Ferdinand Koksma (Schoterland, 21 april 1904 – Amsterdam, 17 december 1964) was een Nederlands wiskundige gespecialiseerd in analytische getaltheorie.

## Loopbaan
Koksma promoveerde in 1930 aan de Universiteit Groningen bij Johannes van der Corput op het proefschrift Over stelsels Diophantische ongelijkheden. Hij werd in 1930 benoemd tot gewoon hoogleraar aan de Vrije Universiteit Amsterdam en werd daar de eerste hoogleraar wiskunde. Koksma is een van de oprichters van het Mathematisch Centrum (CWI).

## Publicaties
Onder meer

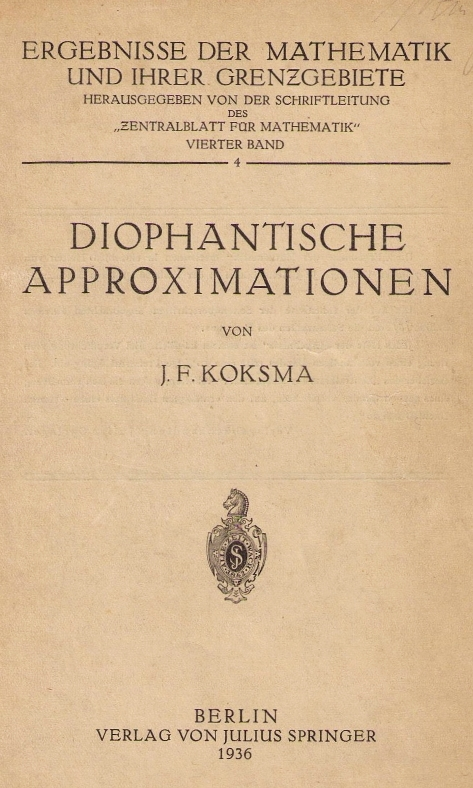
Titelblad van Diophantische Approximationen.

- Diophantische Approximationen, Springer, 1936.
- artikelen met Paul Erdős.

## Leerlingen
Onder meer
- Nicolaas Govert de Bruijn

## Familie
Twee broers van Koksma waren ook wiskundige: Jan Koksma en Marten Koksma.